# Mark Knowles (hockey sur gazon)
Mark Knowles, né le 3 octobre 1984 à Rockhampton (Queensland), est un joueur australien de hockey sur gazon.

## Palmarès
- Médaille d'or aux Jeux olympiques d'Athènes en 2004
- Médaille de bronze aux Jeux olympiques de Pékin en 2008
- Médaille de bronze aux Jeux olympiques de Londres en 2012[1]